# Kriegsdenkmünze 1813/1814 (Frankfurt am Main)
Die Kriegsdenkmünze für den Feldzug 1813/1814 wurde am 5. Juli 1814 vom Senat der Stadt Frankfurt am Main gestiftet und an Bürger der Stadt verliehen, die freiwillig zu den Waffen gegriffen hatten, um sich am Befreiungskriege gegen Napoléon zu beteiligen.
Die runde Medaille zeigt das Frankfurter Wappen, einen nach links blickenden Adler mit ausgebreiteten Flügeln, und darunter die Buchstaben S. P. Q. F. (Senat und Volk von Frankfurt). Umlaufend die Inschrift · GOTT SPRACH ES WERDE LICHT UND ES WARD LICHT. Auf der Rückseite mittig die vierzeilige Inschrift FÜR DEUTSCHLANDS BEFREIUNG 1813 . 1814 . und umlaufend SCHAAR DER FREIWILLIGEN VON FRANKFURT AM MAIN.
Getragen wurde die Auszeichnung an einem weißen Band mit roten Seitenstreifen auf der linken Brustseite.
Insgesamt wurde die Medaille sechs Mal in Gold sowie ca. 350 Mal in Silber verliehen. Die in Bronze produzieren Medaillen kamen nicht zur Verleihung.

## Weblink
- Abbildung der Dekoration auf der Seite des DHM